# Santisteban del Puerto
Santisteban del Puerto è un comune spagnolo di 4 745 abitanti situato nella comunità autonoma dell'Andalusia.

## Geografia fisica
Il comune è attraversato dal fiume Guadalén e dai suoi affluenti Montizón e Dañador; nella parte meridionale del comune scorre il Guadalimar.